# Лонги, Роберто

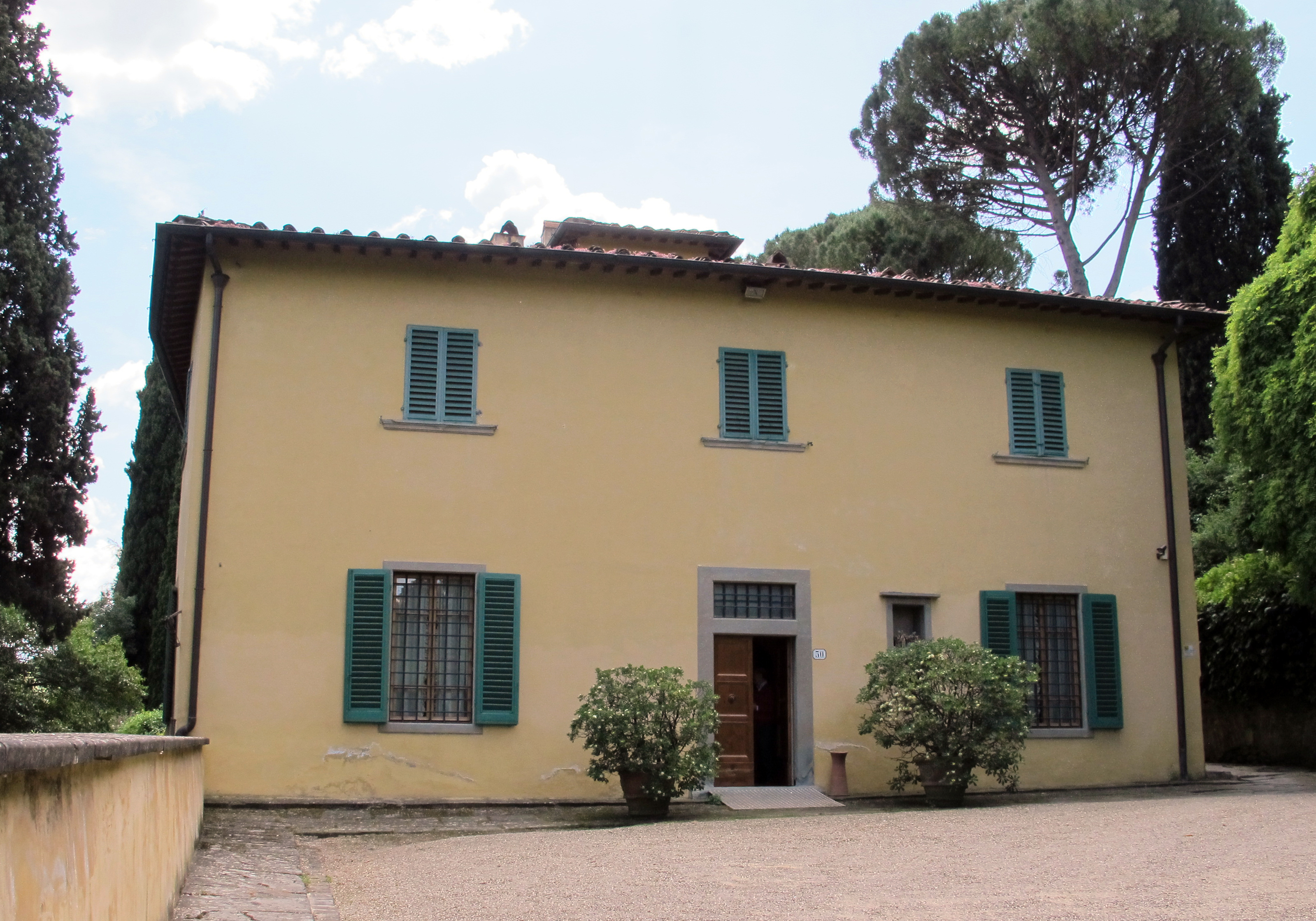
Вилла Тассо. Флоренция

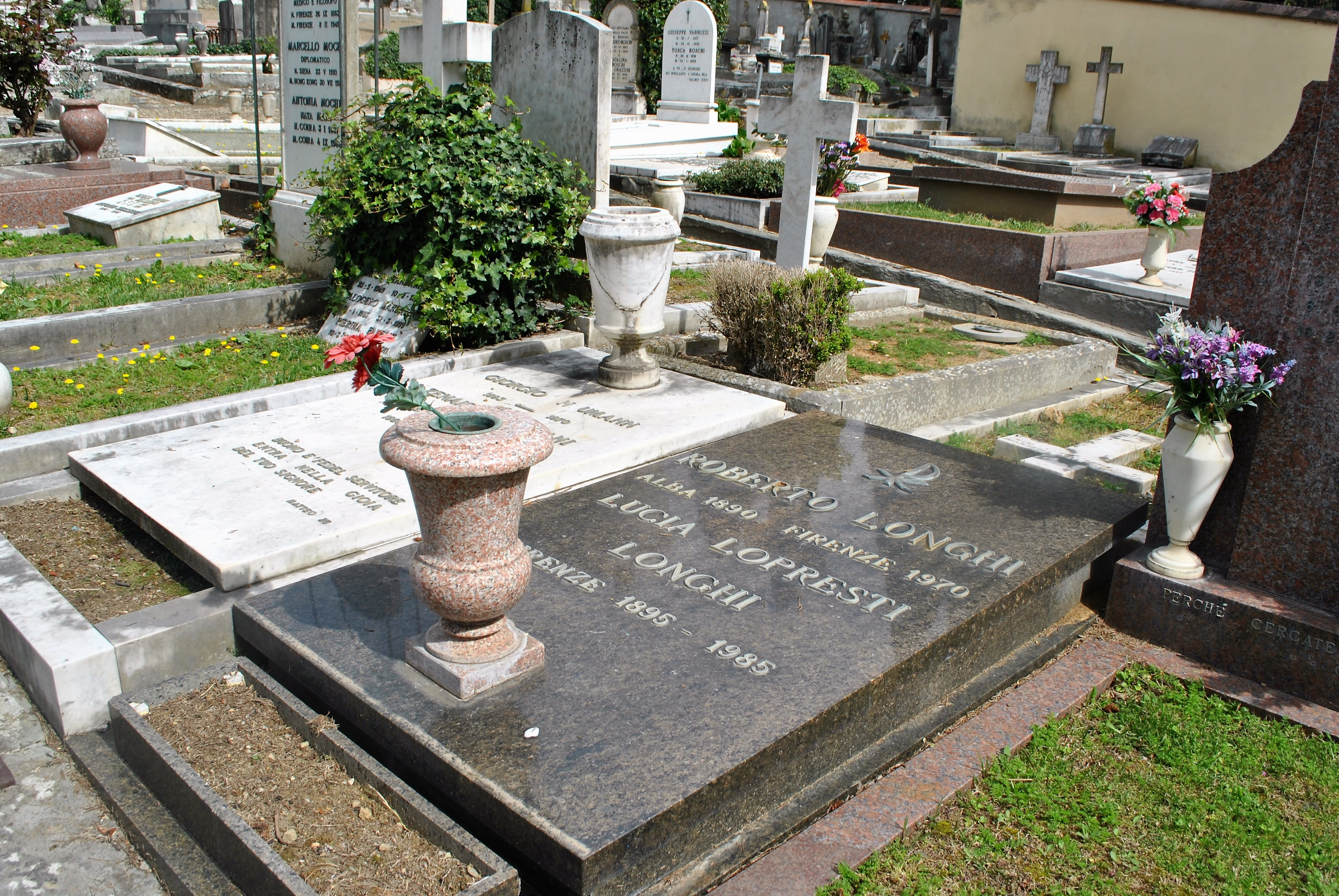
Захоронения Роберто и Лючии Лонги. Кладбище Аллори, Флоренция

Робе́рто Ло́нги (итал. Roberto Longhi; 28 декабря 1890, Альба, Пьемонт — 3 июня 1970, Флоренция, Тоскана) — итальянский историк искусства, ученик и последователь Адольфо Вентури. Изучал искусство средневековья и итальянского Возрождения. Его главная заслуга «заключается в том, что он по сути дела открыл феррарскую школу живописи, проанализировав особенности стиля её художников». В то же время Роберто Лонги в течение сорока лет возглавлял дискуссию, которая возникла вокруг творчества Караваджо, «одновременно извлекая из забвения многочисленных итальянских художников XVII века».
Лонги изучал творчество многих художников: Доменико Венециано, Тербрюггена, Караваджо, Веласкеса, Мазолино, Мазаччо и в особенности — Пьеро делла Франчески, которому посвящена монография, опубликованная в 1927 году. Он был превосходным мастером атрибуций произведений классического искусства.
Помимо прочего, его интересовала живопись рубежа XIX—XX столетий: импрессионизм, кубизм, — а также литература, в особенности, поэзия Шарля Бодлера и Стефана Малларме.
Лонги утверждал, что современная ему художественная критика «показала свою полную беспомощность перед лицом произведения искусства». Роберто анализировал элементы художественного изображения, совершенствуя методы словесного описания произведений изобразительного искусства. Признавая принципиальное отличие литературы от изобразительного искусства, Лонги, тем не менее, пришёл к выводу о «необходимости переподчинить художественную критику если не поэзии, то уж наверняка такой области литературы, которая никогда не опустится до элементарной развлекательности».
«Чуждый каким-либо обобщённо-абстрактным представлениям, Лонги отдавал предпочтение анализу, который итальянцы именуют филологическим; он носит в определённой степени игровой характер и основан в первую очередь на атрибуции тех или иных работ по морфологическим и стилистическим критериям… Суть данного критического метода — не оставить без атрибуции ни одно произведение… Оценки художественного качества произведений возникают у Лонги в процессе игры атрибуций».

## Биография
Роберто Лонги родился 28 декабря 1890 года в Альбе (Италия, Пьемонт) в семье среднего класса. Его родители — Джованни Лонги (итал. Giovanni Longhi) и Линда Батталья (итал. Linda Battaglia) — выходцы из Эмилии (Северная Италия). Отец преподавал основные дисциплины (итальянский язык, историю, географию и арифметику) и давал уроки сельскохозяйственного учета в местной школе виноделия (Regia Scuola Enologica); его мать, Линда Батталья, была учительницей начальных классов, прежде чем бросить школьную карьеру, чтобы посвятить себя воспитанию троих детей.
С детства Роберто Лонги проявлял интерес к изобразительному искусству: он родился на родине живописца раннего Возрождения Макрино д'Альба (которому он посвятил свою первую публикацию), и такие произведения, как «Мадонна с Младенцем» Барнабы да Модена (хранящаяся в приходской церкви) и «Концерт» Маттиа Прети (в здании Ратуши). В 1910 году, на Венецианской биеннале Лонги посетил персональную выставку Огюста Ренуара и ретроспективу Гюстава Курбе. Эти впечатления побудили Лонги выбрать исследование современного искусства и тогда ещё малоизвестного Караваджо.

### Образование и начало творческого пути
Роберто Лонги учился в Туринском университете у профессора Пьетро Тоэски, которым не переставал восхищаться и под руководством которого в 1911 году защитил диссертацию о Караваджо. Затем он переехал в Рим, где окончил местную Школу специализации истории искусств (Scuola di specializzazione in storia dell’arte) под руководством Адольфо Вентури.
Роберто Лонги был впечатлён публикациями Эжена Фромантена и Уолтера Патера, он был очарован чтением Шарля Бодлера и Стефана Малларме; приближаясь к эстетике Бенедетто Кроче, он вскоре дистанцировался от них, упрекая их работы в «неразличении интуитивных областей искусства». Лонги стремился, используя богатый поэтическими оборотами, сравнениями и метафорами литературный итальянский язык, как можно ближе подойти к специфике изобразительного искусства и, следовательно, методики атрибуции произведений.
В 1912 году он самонадеянно предложил себя Бернарду Беренсону в качестве итальянского переводчика его будущей книги «Итальянские живописцы эпохи Возрождения» (The Italian Painters Of The Renaissance, 1952).
В Риме Роберто начал писать статьи для журнала l’Arte («Искусство»), а с 1912 года — ещё и для авангардистского La Voce («Голос»). Его заметки были посвящены творчеству Маттиа Прети и итальянских футуристов. В 1913—1914 учебном году, посещая занятия высшей школы Тассо и Висконти (Рим), Роберто встретился с Лючией Лопрести, своей будущей женой.
В работе «Две Лизы» (Due Lise, 1914) Лонги провёл необычную духовную параллель между «Моной Лизой» Леонардо да Винчи и «Лизой» Ренуара и дерзнул неосторожно прикоснуться к таким «идолам» как Леонардо да Винчи, Рафаэль и Микеланджело. В журнале L’Arte регулярно появлялись его статьи и критические заметки, посвящённые художникам Пьеро делла Франческа, Артемизия Джентилески, Караваджо.
После Первой мировой войны Роберто Лонги предпринял «по стопам» Джованни Баттиста Кавальказелле долгое и основательное путешествие по Европе. В течение двух лет (1920—1922), вдвоём с приятелем Алессандро Контини Бонакосси, они исколесили всю Европу, посещая музеи, храмы, знакомясь с частными собраниями живописи во Франции, Испании, Германии, Австрии, Нидерландах, Чехословакии, Венгрии.
В 1922 году Роберто Лонги в качестве свободного профессора читал лекции в Римском университете Сапиенца. В 1924 году он сочетался браком с Лючией Лопрести (впоследствии его жена стала писательницей, взяв псевдоним Анна Банти).
В 1926 году Лонги сотрудничал с альманахом Vita Artistica («Жизнь искусства»), а с 1927 года он и Эмилио Чекки руководили этим журналом. В следующем году они с Эмилио создали новое периодическое издание, назвав его «Пинакотека» (Pinacotheca).
В 1927 год стал знаковым для творчества Роберто Лонги — вышла его знаменитая монография, посвящённая Пьеро делла Франческе, которая вновь открыла миру этого художника.

### Болонский университет
В 1934 году Лонги был назначен преподавателем истории средневекового и современного искусства в знаменитом Болонском университете, тогда же он опубликовал книгу «Феррарская мастерская» (L’Officina ferrarese; переиздана в 1956 г. с дополнениями). Лекции о XIV и XV столетиях в Эмилии, исторической области на севере Италии, студенты слушали на одном дыхании — они очаровывали своей образностью, «ощущением присутствия», неотделимостью художника от «живого» исторического окружения. Этот курс читался в течение ряда лет; ему внимали юные Аттилио Бертолуччи и Паоло Пьер Пазолини. Лонги стимулировал интерес студентов к поиску новых тем научных исследований на художественных выставках, организованных им в послевоенное время: «Живопись XIV века в Болонье» (1950) и «Искусство Ломбардии в эпоху правления Висконти и Сфорца» (1958).
В 1937 году интерес Лонги к современному искусству привёл к публикации монографии Карло Карра; тогда же Роберто сдружился с Джорджо Моранди. С 1938 по 1940 год Роберто Лонги возглавлял редакцию периодического издания «Критика искусства» (La Critica d’Arte) — совместно с Рануччо Бьянки-Бандинелли и Карло Людовико Рагьянти.

### Флоренция
В 1939 году Роберто и Лючия поселились во Флоренции. В 1943 году Лонги лишился должности в Болонье из-за отказа присягать на верность эфемерной Республике Сало́. В 1946 году, вслед за выставкой, организованной Родольфо Паллуккини, появилась монография Роберто Лонги «Пять веков венецианской живописи» (Viatico per cinque Secoli di Pittura veneziana).
С 1947 по 1948 год Роберто создал цикл статей для Arte Veneta («Искусство Венеции»). А в 1949 году они с женой основали журнал Paragone («Сравнение»). Талантливая писательница, переводчица, историк и искусствовед Анна Банти (она же — Лючия) заведовала журналом и писала для него многие тексты.
В 1950 году Лонги продолжил свою исследовательскую и преподавательскую деятельность, уже во Флоренции. Он опубликовал монографию о Караваджо (1952) и совместно с Умберто Барбаро организовал вторую выставку в Милане, посвящённую Караваджо — «Художники-реалисты Ломбардии» (итал. Pittori della realtà in Lombardia) (1953). В том же году в качестве сценариста участвовал в создании нескольких документальных фильмов о художниках Витторе Карпаччо, Караваджо, Карло Карра. Своими лекциями и публикациями Роберто Лонги способствовал переоценке роли творчества Караваджо и его влияния на живопись барокко семнадцатого века. Известны две миланские выставки художника и его последователей, которые курировал Лонги: «Караваджо и Караваджески» в 1951 году и «Художники реальности в Ломбардии» (I pittori della realtà in Lombardiа) в 1953 году.
Его стремление к популяризации произведений Пьеро делла Франческа также было интенсивным благодаря публикации в 1927 году одноименной монографии, переведённой на французский и английский языки.
В 1960-х Роберто Лонги по-прежнему жил во Флоренции, на вилле «Тассо», приобретённой в 1939 году. Здесь, на улице Фортини, он трудился над изданием полного собрания своих сочинений и каталога коллекции картин, книг и фотографий, хранившихся в его доме. Пять томов сочинений вышли ещё при жизни исследователя, а четыре тома — после его смерти. Лонги скончался во Флоренции 3 июня 1970 года. Похоронен с женой на кладбище Аллори во Флоренции. Его архив хранится в Центре изучения рукописной традиции современных авторов Университета Павии. В 1971 году его дом во Флоренции отошёл в ведение «Фонда Роберто Лонги по изучению истории искусств» (итал. Fondazione di Studi di Storia dell’Arte Roberto Longhi). В нём хранятся все коллекции, завещанные государству выдающимся историком искусства. Пьер Паоло Пазолини оставил о Лонги биографический очерк.

## Основные этапы научного творчества
Историографы и биографы выдающегося историка искусства выделяют в его творчестве три основных этапа, условно называемых: «Первый Лонги», «Второй Лонги» и «Третий Лонги». В основе первого этапа лежит его диссертация о Караваджо, основанная на впечатлениях путешествия вплоть до Сицилии, в результате которого Лонги увидел основные произведения мало известного в то время художника. Этот этап раскрывает основные стороны интеллектуальной личности молодого Лонги: открытость к идеализму, стремление к анализу формы, в противовес методике Бернарда Беренсона, а также «твёрдый исторический подход» его первого учителя Пьетро Тоэски.
«Второй Лонги» после фундаментальной, длительной поездки по Европе в 1920—1922 годах определял свои позиции по отношению к футуристическим аббревиатурам: «второй» Лонги становится широко известным благодаря монографии о Пьеро делла Франческа и «Феррарской мастерской» (1934).
«Третий Лонги» в 1930-х годах всё более концентрировался на истории эмилианского искусства. Именно в результате реакции на выставку 1932 года феррарской живописи эпохи Возрождения родилась «Феррарская мастерская» (1934) — литературный, а также историко-художественный шедевр. Текст, который освящает аллергию Лонги на флорентийское Возрождение, подталкивает его к «Теневому Возрождению» географической и исторической периферии, к поиску другой исторической периодизации. В 1934 году он начинает преподавать в Болонском университете. Это закладывает основу для огромного влияния, которое Лонги окажет в будущем на итальянскую культуру: не столько для академического авторитета, сколько для «неутомимого интеллектуального обольстителя […], оставившего после себя школу, бесчисленных учеников».
Одна из главных особенностей критической методологии Лонги — её наступательный характер; мысль учёного черпает свою энергию в противостоянии чуждым ему концепциям, так, что рассуждения Лонги нередко напоминают поединок с представлениями Беренсона.

## «Краткая, но правдивая история итальянской живописи»
(La Breve ma veridica storia della pittura italiana) — раннее эссе Роберто Лонги (1914), в котором он высказал идеи, которые получат дальнейшее развитие в его научной деятельности и окажут большое влияние на историю европейского искусствоведения. В ней прослеживается история искусства от мозаик Равенны до картин Сезанна методом литературного описания стилей и методов творчества разных художников.
Это произведение возникло в качестве сборника статей для студентов, окончивших в 1914 году римские средние школы Тассо и Висконти, где Лонги, закончив обучение в Турине двумя годами ранее, получил кафедру. Впервые была опубликована в 1961 году в первом томе «Сочинений молодежи» (Scritti giovanili), а затем повторно предложена Сансони как самостоятельное произведение.
Работа разделена на две части: первая, озаглавленная «Идеи», где указаны новые методы изучения стиля художников; вторая «История», в которой анализируется история итальянского искусства в свете методологии, описанной в первой части. Лонги начинает с того, что по его мнению — искусство это не подражание реальности, а её индивидуальная интерпретация.

### Живопись
В первой части работы определяются «основные живописные стили», благодаря которым можно правильнее понять и интерпретировать произведения изобразительного искусства. В отношении живописи Лонги выделяет шесть «стилей»:
1. «линеарный стиль» (stile lineare). Художник использует линию не только для изображения, но и для выражения. Такая линия может иметь две разновидности: функциональная линия (linea funzionale) и цветистая, или живописная, линия (linea floreale). Функциональная — яркая и энергичная контурная линия, которая служит тому, чтобы усилить силу и быстроту движений изображаемых фигур. Цветистая — формирует ритмы, каденции и декоративные подобия арабесок, имеет более мягкую энергию.
2. «пластичный стиль» (stile plastico). Художник изображает объёмы предметов с помощью падающего света, подчёркивает их рельефность, форму, телесность. Светотень весомо передает материальность и объёмность фигур.
3. «линейно-пластичный стиль» (stile plastico-lineare). Характеризуется гармоничным взаимодействием линеарных и тональных структур. Художник использует более мягкую светотень и поэтому фон становится более заметен. Чтобы подчеркнуть предметы на фоне художник вводит мягкую, функциональную линию контура.
4. «стиль перспективной формы» (stile prospettico di forma). Художник весомо и материально отображает предмет в пространстве с ясным архитектоническим пониманием его построения, при этом создается иллюзия, что персонажи вот-вот начнут двигаться — за счет композиции типа зрительной пирамиды. То, как фигуры и их части размещены в иллюзорном пространстве картины, является ключевым пунктом. Очертания фигур, однако, чаще тяготеют к геометричности, к жёстким перспективным плоскостям.
5. «чистый колористический стиль» (stile coloristico puro). Художник в меньшей степени использует пластическое понимание предметов, он создает «ковёр красок», исключая жёсткую контурную линию.
6. «стиль синтеза перспективной формы и цвета» (stile di sintesi prospettica di forma e colore). Художник соединяет форму и цвет, уменьшая значение линии. Светотеневая разработка сведена к минимуму из-за доминирующей роли цвета (хроматического тона). В идеале подобное произведение гармонично сочетает максимальную пространственную глубину и цветовую поверхность.

Лонги считал, что эти стили равноценны, чем развеивается миф о том, что хорошая картина должна быть обязательно «хорошо нарисованной, хорошо расцвеченной, хорошо освещённой и многое другое». Совершенства в каком-то одном пункте достаточно для создания идеального произведения, и напротив, иногда смешение нескольких пунктов подрывает мастерство художника.

### Скульптура
В отношении этого вида искусства Лонги даёт краткую трактовку сказанного выше. Прежде всего он подтверждает ценность цвета в том числе и для скульптуры. Цвет в скульптуре не имитирует реальность, а подчёркивает ценность скульптурных масс. При отсутствии цвета необходимо учитывать текстуру и фактуру материала скульптуры.
Связующим звеном между живописью и скульптурой является барельеф. В нём линия также может быть функциональной или цветистой. Примером функциональной линии является алтарь Святых в Падуе, созданный Донателло. Примером цветочной линии являются рельефы храма Малатеста и Сан-Бернардино в Перудже работы Агостино ди Дуччо.
В горельефе возникает двойственное пластическое или же архитектоническое измерение (последнее можно уподобить перспективe в живописи). Для первого случая Лонги приводит в качестве примера «Битву кентавров» Микеланджело, для второго — ромб «Таинства Мессы» с колокольни Джотто.
В скульптурной композиции линия может быть воспринята только на нейтральном фоне, который подчеркивает зрительные проекции. Пластическая выразительность скульптуры выражена сильнее, чем в живописи, она создаёт эффекты высшей телесности, как, например, в работах Донателло или Микеланджело, что также может привести к квазиреализму. Более статичный подход, который вместо этого представляет предмет в безличные и четко определённых скульптурных планах, определяется как «архитектонический». Это ощущается в произведениях, где ещё чувствуются следы формы каменной глыбы, из которой как бы извлечена скульптура, как в незавершенных работах Микеланджело, в его «Умирающем рабе», или в произведениях египетской скульптуры.

### Архитектура
Как и в случае со скульптурой, Лонги указывал, что самые простые, самые статичные и правильные геометрические формы представляют наибольшую ценность. Для архитектуры он предлагает абстрагировать идею здания в уме, не слишком останавливаясь на множестве возможных восприятий с различных точек зрения. В качестве существенных тенденций исторического развития искусства архитектуры Лонги указывает статическую (или объемную) и динамическую (пластическую и линейную) тенденции, которые взаимопроникают друг в друга. В первом случае преобладает ощущение массы и веса с правильными формами (как у пирамиды) и с ощущением, что каждый нижний блок служит опорой верхнему (принцип архитектоники). С другой стороны, в случае «динамической» архитектуры возникает ощущение, что баланс задается всеми элементами, которые поддерживают друг друга, с общим ощущением пространства и пустоты.

### Изданные в Италии

#### монографии
- Longhi, R. Breve ma veridica storia della pittura italiana[итал.] (рус. Краткая, но правдивая история итальянской живописи). — 1914 (ripubblicata nel 1961).
- Longhi, R. Piero de' Franceschi. — Roma, 1923 (1927?).
- Longhi, R. Piero della Francesca. — Roma, 1927 (con aggiunte fino al 1962, Nuova ed., Firenze, Sansoni, 1963).
- Longhi, R. Officina ferrarese[итал.] (рус. Феррарская мастерская). — Roma, 1934 (ripubbl. e riveduto in Opere Complete, V; Firenze 1963).
- Longhi, R. Ultimi studi sul Caravaggio e la sua cerchia (итал.). — Proporzioni, 1943.
- Longhi, R. Viatico per cinque secoli di pittura veneziana (итал.). — Sansoni (ripubblicata nel 1992), 1946.
- Longhi, R. Giudizio sul Ducento (рус. Суждение о дученто). — Proporzioni, II, 1948.
- Longhi, R. Caravaggio. — Milano, 1952.
- Longhi, R. Il Correggio e la camera di San Paolo a Roma (итал.). — 1956.
- Longhi, R. Opere Complete. — Firenze, 1963.
- Longhi, R. Da Cimabue a Morandi: saggi di storia della pittura italiana (рус. От Чимабуэ до Моранди) (итал.). — Milano: Mondadori, 1978.
- Longhi, R. Giorgio Morandi al Fiore. — Milano: Electa, 1990.
- Lettere e scartafacci: 1912-1957: i carteggi tra Roberto Longhi e Bernard Berenson (итал.). — Milano: Adelphi, 1990.

#### статьи
- Longhi R. Gentileschi padre e figlia // L'Arte. — 1916. — № 19. — С. 235—314.

#### документы
- Longhi, R. 50 documenti primari.

### Изданные во Франции (переводы)
- Longhi, R. Piero della Francesca. — 1989 & réédition 2000. — ISBN 2850251747.
- Longhi, R. Le Caravage. — Seuil, collection Regard, 1927 & réédition 2004. — ISBN 2841051692.
- Longhi, R. L’Atelier de Ferrare. — Éditions Gérard Monfort, 1992. — ISBN 2852260395.
- Longhi, R. À propos de Masolino et de Masaccio : Quelques faits. Les fresques du Carmine : Masaccio et Dante (фр.). — Pandora éditions, 1981. — ISBN 2852260395.
- Longhi, R. Masolino et Masaccio. — Pandora éditions, 1983.

### Изданные в СССР (переводы)
- Лонги Р. От Чимабуэ до Моранди. — М.: Радуга, 1984. — 370 с. — 50 000 экз.

## Выставки
- 1948 — «Джузеппе Мария Креспи», Болонья
- 1950 — «Живопись XIV века в Болонье», Болонья
- 1951 — «Караваджо и караваджисты» (итал. Caravaggio e dei caravaggeschi), Милан
- 1953 — «Художники-реалисты Ломбардии» (итал. Pittori della realtà in Lombardia), Милан
- 1958 — «Искусство Ломбардии в эпоху правления Висконти и Сфорца» (итал. Arte lombarda dai Visconti agli Sforza), Милан

### Произведения искусства, которые анализируются в работах Роберто Лонги
- Игра в шахматы (Джулио Кампи)
- Игроки в шахматы (Лодовико Карраччи)
- Успение Марии[фр.] (Караваджо)
- Все статьи категории: Фрески Пьеро делла Франчески франц.

### Другие специалисты по истории итальянского искусства
- Даниэль Арасс
- Бернард Беренсон
- Марсель Брион
- Энцо Карли[фр.]
- Джон Поуп-Хеннесси[фр.]
- Федерико Дзери

### Прочие источники
- Труды итальянского искусствоведа Федерико Дзери, который неоднократно приводил высказывания Роберто Лонги и Бернарда Беренсона при описании своей галереи и в мемуарах